# Champ Car World Series 2007

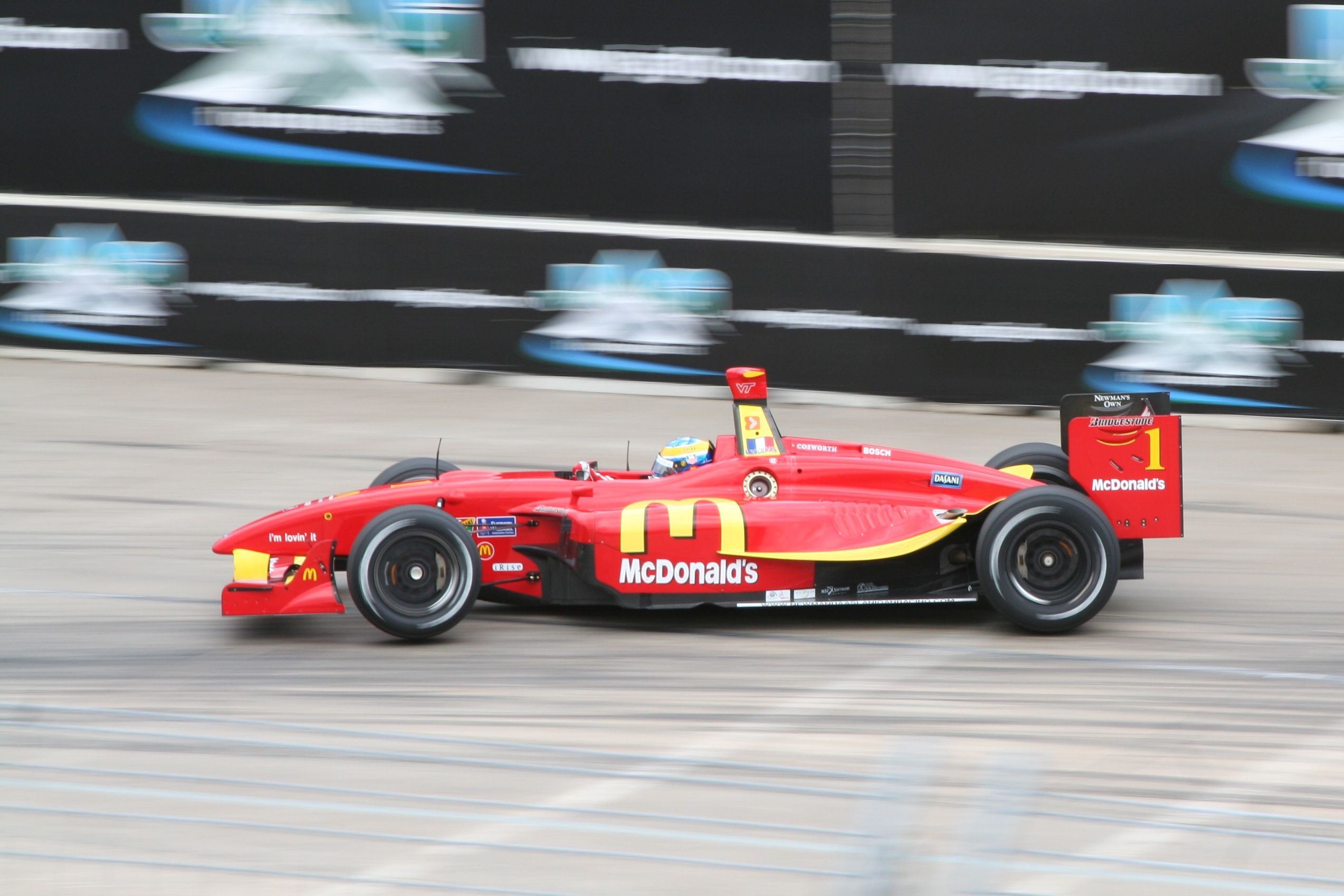
Sébastien Bourdais, champion de Champ Car World Series, édition 2007

La saison 2007 de Champ Car World Series a débuté le 8 avril 2007 et s'est achevée le 11 novembre 2007 à l'issue d'un championnat de 14 manches. Elle a été remportée par le pilote français Sébastien Bourdais au volant d'une Panoz-Cosworth de l'écurie Newman/Haas/Lanigan Racing. Il s'est agi de la dernière saison du Champ Car (créé en 1979 sous le nom de CART) en raison de son absorption par la série concurrente Indy Racing League, officialisée le 22 février 2008.

## Repères
- Quatrième titre consécutif (un record) pour Sébastien Bourdais. Le Français quitte la discipline en fin de saison pour rejoindre les rangs de la Formule 1 au sein de la Scuderia Toro Rosso.
- Inauguration d'un nouveau châssis, obligatoire pour tous les concurrents : le Panoz DP01 construit par Élan Motorsport Technologies
- Retour du Champ Car en Europe (une première depuis la saison 2003) avec une épreuve en Belgique (Zolder) et une aux Pays-Bas (Assen).
- Pour la première fois dans l'histoire du CART/Champ Car, aucune course sur ovale n'est inscrite au calendrier.
- Introduction sur certaines manches des départs arrêtés (façon Formule 1) en lieu et place des départs lancés sur les circuits offrant suffisamment de sécurité. De plus, les courses se courent désormais au temps (1h45 maximum), et non plus au nombre de tours. Globalement la série Champ Car qui se veut internationale abandonne les règles propres aux championnats américains pour le règlement de la FIA. Ainsi pour annoncer le dernier tour le traditionnel drapeau blanc est remplacé par l'index levé par le flagman.

## Engagés
| Ecurie                     | n° | Pilote             | Courses          |
| -------------------------- | -- | ------------------ | ---------------- |
| Newman/Haas/Lanigan Racing | 1  | Sébastien Bourdais | 1 à 14           |
| Newman/Haas/Lanigan Racing | 2  | Graham Rahal       | 1 à 14           |
| Forsythe Racing            | 3  | Paul Tracy         | 1, 4 à 14        |
| Forsythe Racing            | 3  | Oriol Servia       | 2 et 3           |
| Forsythe Racing            | 7  | Mario Dominguez    | 1 à 3            |
| Forsythe Racing            | 7  | Oriol Servia       | 4 à 12           |
| Forsythe Racing            | 7  | David Martinez     | 13 et 14         |
| Minardi Team USA           | 4  | Dan Clarke         | 1 à 10, 12 à 14  |
| Minardi Team USA           | 4  | Mario Dominguez    | 11               |
| Minardi Team USA           | 14 | Robert Doornbos    | 1 à 14           |
| Team Australia             | 5  | Will Power         | 1 à 14           |
| Team Australia             | 15 | Simon Pagenaud     | 1 à 14           |
| PKV Racing                 | 21 | Neel Jani          | 1 à 14           |
| PKV Racing                 | 22 | Tristan Gommendy   | 1 à 7 et 9 à 12  |
| PKV Racing                 | 22 | Mario Dominguez    | 8                |
| PKV Racing                 | 22 | Oriol Servia       | 13 et 14         |
| RSPORTS / Rocketsports     | 8  | Alex Tagliani      | 1 à 14           |
| RSPORTS / RuSPORT          | 9  | Justin Wilson      | 1 à 14           |
| Dale Coyne Racing          | 11 | Katherine Legge    | 1 à 14           |
| Dale Coyne Racing          | 19 | Bruno Junqueira    | 1 à 14           |
| Pacific Coast Motorsports  | 28 | Ryan Dalziel       | 1 à 8 et 10 à 12 |
| Pacific Coast Motorsports  | 28 | Mario Dominguez    | 9, 13 et 14      |
| Pacific Coast Motorsports  | 29 | Alex Figge         | 1 et 2, 4 à 14   |
| Pacific Coast Motorsports  | 29 | Roberto Moreno     | 3                |
| Conquest Racing            | 42 | Matt Halliday      | 1 à 3            |
| Conquest Racing            | 42 | Jan Heylen         | 4 à 12           |
| Conquest Racing            | 42 | Nelson Philippe    | 13 et 14         |